# Incendios forestales en Turquía de 2021
Los incendios forestales en Turquía de 2021 fueron una serie de incendios forestales que ocurrieron principalmente en las provincias del sur de Turquía. Los incendios forestales comenzaron en Manavgat el 28 de julio de 2021, con una temperatura de alrededor de 37 °C. Al 30 de julio de 2021, un total de 17 provincias se vieron afectadas por incendios forestales simultáneos.

## Incendios

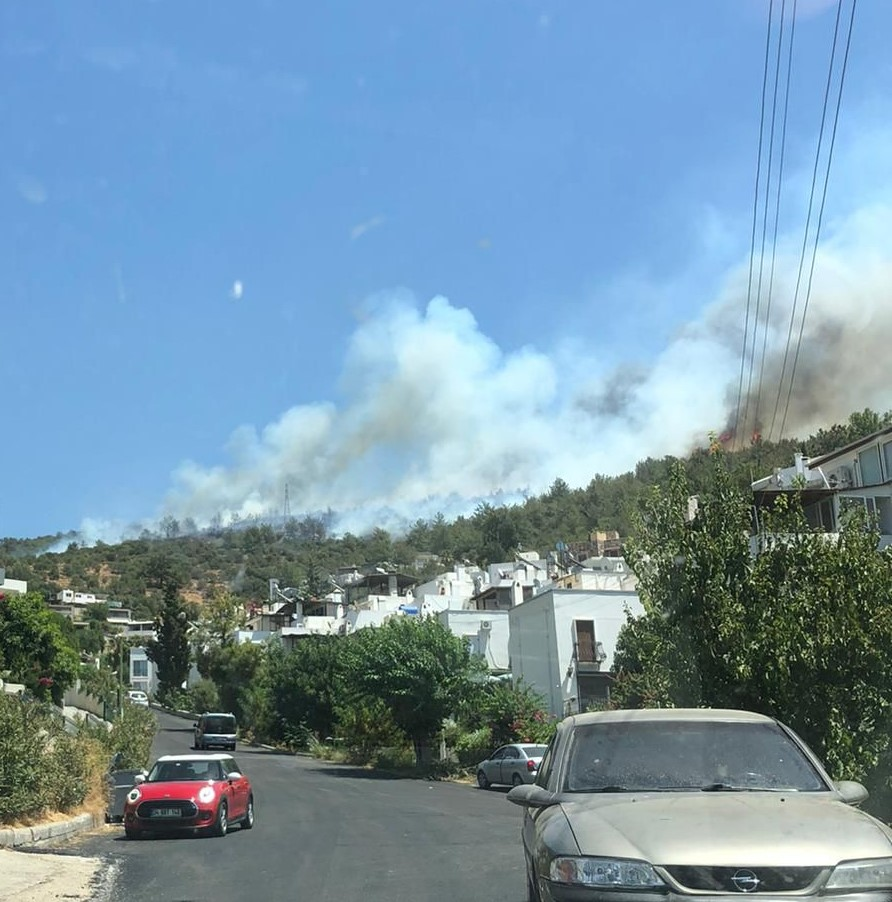
Incendios forestales en la cercanía de Bodrum

Los incendios comenzaron el 28 de julio alrededor de a las 12:00 hora local, 75 km al este de Antalya, cerca de la ciudad de Manavgat. El alcalde del lugar, Şükrü Sözen, afirmó que el incendio llegó al centro del distrito. Unas horas después había 126 focos en 32 ciudades del país. La Presidencia de Gestión de Emergencias y Desastres de Turquía indicó que se habían asignado 19 helicópteros y 412 bomberos en 10 provincias para extinguir el incendio. También se indicó que se habían evacuado las áreas residenciales circundantes.

## Reacciones

### Reacciones internacionales
Rusia, Ucrania, Irán, y la Unión Europea enviaron aviones para combatir el incendio, incluido un avión anfibio. Azerbaiyán también envió 53 camiones de bomberos, otros vehículos de emergencia y 500 bomberos para hacer frente a los incendios forestales. Grecia ofreció ayuda, sin embargo fue rechazada.

### Consecuencias políticas
El presidente del Partido Republicano del Pueblo, Kemal Kılıçdaroğlu, argumentó que un suministro adecuado de aviones era esencial ya que la mayoría de los incendios estallaron en las empinadas laderas de los montes Tauro, donde los aviones habrían sido más eficientes para mantener los incendios bajo control, y criticó al gobierno. al afirmar que limitaba la capacidad de la Asociación Aeronáutica de Turquía para presentar ofertas y ayudas con respecto a los incendios. Más tarde dijo que el presidente había estado ignorando la crisis climática y la sequía en Turquía.
Otros partidos de la oposición también criticaron al gobierno: Selahattin Demirtaş, del Partido Democrático de los Pueblos, calificó al gobierno de incompetente, y la presidenta del Partido Bueno, Meral Akşener, dijo que había advertido al Ministerio de Agricultura y SIlvicultura sobre la falta de aviones el año anterior. Bekir Pakdemirli afirmó que su ministerio iba a comprar aviones de extinción de incendios antes de finales de 2021.